# Eagle Rock (Los Angeles)
Pour les articles homonymes, voir Eagle Rock.
Eagle Rock est un quartier de la ville de Los Angeles, en Californie.

## Géographie
Eagle Rock se situe au nord-est du centre-ville de Los Angeles.

## Démographie
Le quartier comptait 34 466 habitants selon les estimations de 2008.
Le Los Angeles Times le considère comme très diverse du point de vue ethnique, 40,3 % de la population étant hispanique, 29,8 % blanche non hispaniques, 23,9 % asiatique, 1,9 % afro-américaine et 4,1 % appartenant à une autre catégorie ethno-raciale.